# Divin
Divin je naselje v občini Bileća, Bosna in Hercegovina. 

## Deli naselja
Bačevica in Divin.

## Prebivalstvo
| Pregled števila prebivalcev po letih | Pregled števila prebivalcev po letih | Pregled števila prebivalcev po letih | Pregled števila prebivalcev po letih | Pregled števila prebivalcev po letih | Pregled števila prebivalcev po letih |
| ------------------------------------ | ------------------------------------ | ------------------------------------ | ------------------------------------ | ------------------------------------ | ------------------------------------ |
| 1948                                 | 1953                                 | 1961                                 | 1971                                 | 1981                                 | 1991                                 |
| -                                    | -                                    | -                                    | 131                                  | 94                                   | 67                                   |

| Narodna sestava prebivalstva po letih                                                                                       | Narodna sestava prebivalstva po letih                                                                                      | Narodna sestava prebivalstva po letih                                                                                      |
| --- | --- | --- |
| 1971 | 1981 | 1991 |
| . skupaj: 131 Srbi 75 (57,25 %) Muslimani 56 (42,74 %) Hrvati 0 (0,00 %) Jugoslovani 0 (0,00 %) drugi in neznano 0 (0,00 %) | . skupaj: 94 Srbi 53 (56,38 %) Muslimani 34 (36,17 %) Hrvati 0 (0,00 %) Jugoslovani 7 (7,44 %) drugi in neznano 0 (0,00 %) | . skupaj: 67 Srbi 41 (61,19 %) Muslimani 25 (37,31 %) Hrvati 0 (0,00 %) Jugoslovani 1 (1,49 %) drugi in neznano 0 (0,00 %) |